# Eduard Zorn
Eduard Emil Karl Zorn (* 8. August 1901 in München; † 4. Februar 1945 in Colmar) war ein deutscher Offizier, zuletzt Generalmajor der Wehrmacht.

## Leben
Eduard Zorn besuchte eine Kadettenschule und trat am 1. Mai 1921 als Fahnenjunker in das 19. (Bayerische) Infanterie-Regiment der Reichswehr ein. Am 1. Dezember 1924 erhielt er das Patent zum Leutnant und diente in einigen MG-Kompanien desselben Regiments. Ab 1932 war er, immer noch im gleichen Regiment, als Oberleutnant im Regimentsstab eingesetzt. Nach seiner Beförderung zum Hauptmann im Jahr 1934 wurde er ab Anfang 1938 im Generalstab des Heeres verwendet und im November selbigen Jahres Kommandeur einer Kompanie des Gebirgsjäger-Regiments 98.
Im Zweiten Weltkrieg wurde er als Major zunächst Erster Generalstabsoffizier (la) der 86. Infanterie-Division, wechselte im November gleichen Jahres in selber Position zur 2. Gebirgs-Division, die während des Westfeldzugs am Westwall stationiert war. Bei dieser erhielt er beide Klassen des Eisernen Kreuzes. Im Rahmen des Unternehmens Weserübung wurde Zorn mit der Division nach Norwegen verlegt, wo er mit ihr bis Narvik vorstieß. Danach verblieb er mit der Division als Garnison in Norwegen, bis er im Juni 1941, zu Beginn des Unternehmens Barbarossa, in Kämpfen in Murmansk beteiligt war. Am 1. Februar 1942 wurde Zorn zum Oberstleutnant und am 1. Januar 1943 zum Oberst befördert.

„Charakterlich einwandfreier, körperlich zähe, alpin
geschulte Person. Zuverlässig, intelligenter Führungsgehilfe. Klarer Kopf, Ehrgeizig. Persönlich tapfer, angriffsfreudig.“

Am 1. März 1943 wurde Zorn Oberquartiermeister der in Frankreich stationierten Heeresgruppe B ernannt. Dies Position hatte er bis Ende Januar 1944 inne, als er in gleicher Position zur 19. Armee wechselte. Als die Lage durch die alliierte Landung in Südfrankreich militärisch schwierig wurde, plante Zorn ihren Rückzug durch Südfrankreich. Am 15. November wurde er mit der Führung der 189. Infanterie-Division beauftragt und erhielt für seine Führungsleistungen am 25. Dezember das Ritterkreuz des Eisernen Kreuzes.
Am 4. Februar 1945 fiel Zorn in Kämpfen im Brückenkopf Elsass. Posthum wurde er noch zum Generalmajor befördert und erhielt das Eichenlaub zum Ritterkreuz des Eisernen Kreuzes (739. Verleihung). Sein Grab befindet sich auf dem Waldfriedhof München. Zorn war Träger des Blutordens, sein Bruder war der 1943 gefallene General der Infanterie Hans Zorn.